# 放送利権
放送利権（ほうそうりけん）とは放送業界の利権のことである。電波利権の一種であり、地上波デジタル放送を、同じように電波を使用している携帯電話事業者らの10%未満の料金で数社だけで寡占していることで莫大な利益と給与を得ていること。

## 概要
根本は日本のマスコミの電波と地上波放送の独占状態から派生しているものである。電波を利用して地上波放送を行う場合（放送局の開設を行なう場合）には免許が必要である。全世界的に、放送に利用できる電波は限られているが、地形変化に富む日本では多くの中継局を必要とし、混信を起こさないためにこの限られた電波を特に中継局用としてフルに使わざるを得ず、1990年代のバブル崩壊後は企業の広告費削減により、多額の費用がかかる地上波民放テレビ局の開業が電波の有限性もあり、困難になってしまった。従って今日、所轄官庁である総務省から新規に地上波放送局の免許を得ることは至難、よって新規事業者の参入がおよそできない状態にあり、日本の放送局は既得権益化しやすい。
日本放送協会（NHK）を含め、地上波放送は基本的に都道府県ごと（県域放送）であり、民間放送局（民放）であれば、これより派生して、東京にある放送局が事実上地方局を支配しているキー局制度、新聞社が放送局の株式を保有するクロスオーナーシップ、放送局が番組の著作権をもち、制作会社や制作者には権利があたえられにくい放送コンテンツの著作権なども放送利権としてあげられている。また日本の放送局は、いわゆる「電波オークション」によるものではないことや、諸外国に比べ格段に安い電波利用料なども議論の対象となっている。同じ電波を使っているのに帯域当たり、テレビ局は携帯会社の11分の1の価格で利用していることが利権だと批判されている。

## 利権による弊害例
免許事業であり、法によりある種の保護下に置かれていること、加えて新規事業者の参入の心配がおよそないことから、既存局あるいは既存系列同士での、複雑な競争と共栄関係が「両立」している。結果、以下のような実態がある。
看板ねらい
- 特にキー局ではタレントや政治家の子弟を「看板」として優先的に局員採用する[要出典]。

世襲・コネ人事
- 利権を支えるスポンサなどとの関係から、特に民放では、アナウンス、技術専門職など一部の職種を除き、「縛りの効く」局員、持株会社社員、自局の利益に関係する有力者、広告代理店社員の子弟などを優先的に局員採用する。この際、「ジャーナリスト」としての能力・良心の考査があまり行われない[要出典]。結果、経営側の意図に反して番組制作費等を横領、犯罪行為に使うといった不祥事も起きている[注 1]。また株主であることを理由に、キー局（準キー局も含む）や新聞社、果ては省庁・役所からの天下りが社長などの幹部になるケースも多々ある。例；テレビ朝日、RKB毎日放送、テレビ和歌山など[要出典][誰?]。

放送局の資源は「人」であるが、「看板ねらい」「世襲・コネ人事」は、より放送局の排他性を強め、人的資源の枯渇を招き、さまざまな問題を生じさせる。例えば以下のようなものがある。
中立性の阻害
- 自局に都合の悪い意見を封じ、情報操作する。
- 放送業界全体に悪影響を及ぼすような内容の場合、ライバル関係にある他局とも協定を行い、放送しない、あるいは内容を調整し、あたりさわりのない一律のものとして放送する。

媒体（放送電波）の私物化
- 特にキー局の社屋および所在地周辺を観光地化させるためなどの紹介・宣伝。
- 自社・関連会社のコンテンツ（自社製作映画、楽曲、ネット動画など）、商業イベント（コンサート、スポーツイベントなど）、商品、プロスポーツチームなどを番組内で頻繁に取り上げて宣伝。
- 放送コンテンツ（ドラマなど）の続編・完結版などを有料コンテンツとして映画や自社運営VODサイトのみで公開。
- 看板番組をもつ有力タレントなどによる番組内での自身経営の店舗などの宣伝。

横並び報道
- 特に人権問題を含む報道などでは、他局の報道を観て「安全確認後」、自らも似たような内容の報道を行う[要出典]。

また、総務省の放送行政の積み重ねとの絡みによる以下のような問題もある。
排他と集中化の進行
総務省のキー局優遇、安い電波利用料（携帯電話会社に比較して安い）、経営難救済を理由とする持ち株会社の解禁などが根底にあり、今日、マスメディア集中排除原則とは逆の事態をも招いている。
- 買収に対し「放送局はある種、聖域」という主張。
- ハードウェアとソフトウェアの一致。（放送局による放送コンテンツの独占。）
- 公共の電波と編集権の二重構造。
- 地方局などが視聴者（特に地方に住んでいる者）の意見を無視して県域放送を守ろうとする[2]。
- 茨城県（かつては県域テレビ放送が全国で唯一行われていなかった）におけるNHK総合テレビジョンの県域放送開始前の日本民間放送連盟、関東民放キー局、関東独立UHF放送局の反対。
- CATV（ケーブルテレビ）事業者の区域外再放送（特にテレビ東京系列局・独立系放送局）に対する区域外基幹放送局や区域内基幹放送局の反対[2]。
- BSデジタル放送局開設時の地方局排除。
- BSデジタル放送局の持株比率の大幅な緩和によるキー局による支配強化。